# Muzeul de Sculptură „Ion Jalea”
Muzeul de Sculptură „Ion Jalea” este un muzeu județean amplasat în strada Arhiepiscopiei nr. 26, în centrul istoric al orașului Constanța.
A fost înființat cu lucrările donate de artistul plastic Ion Jalea (1887-1983): sculptură (108 lucrări), desene și schițe, reliefuri, statui, busturi. 
Clădirea muzeului este monument istoric, construită în stil neoromânesc, între 1919 - 1920, avându-l ca arhitect pe Victor Stephănescu. La parter și etaj sunt expuse opere originale și machete, lucrate în materiale și tehnici diferite. Tematica este variată: opere alegorice, schițe de front, portrete, compoziții monumentale etc. În fața casei, pe faleză, se află capodopera sa definitorie "Arcaș odihnindu-se". 
O replică în bronz a acestei statui a fost donată în 2009 de statul român Curții de Justiție a Uniunii Europene de la Luxemburg.